# Polypedilum nanulus
Polypedilum nanulus är en tvåvingeart som först beskrevs av Jean-Jacques Kieffer 1916.  Polypedilum nanulus ingår i släktet Polypedilum och familjen fjädermyggor.
Artens utbredningsområde är Taiwan. Inga underarter finns listade i Catalogue of Life.